# Rébellion touarègue de 1963-1964
Pour les articles homonymes, voir Rébellion touarègue.
Rébellions touarègues
La rébellion touareg de 1963-1964, parfois appelée première rébellion touareg ou Alfellaga, est une insurrection des populations Touaregs, dans ce qui est maintenant le nord du Mali, commençant peu après l'indépendance de cette nation vis-à-vis de la France en 1960,. Cette courte révolte n'a pu être réprimée qu'avec l'entrée dans le conflit du Maroc et de l'Algérie en 1963, qui ont déposé les 35 chefs de la rébellion, puis imposé une autorité militaire sur les régions touaregs.
Beaucoup dans le nord peu peuplé et ethniquement distinct du Mali ainsi que dans le sud de l'Algérie et le nord du Niger s'attendaient à ce qu'une nation touareg, berbère et arabe indépendante soit formée par les régions désertiques du Sahara à la fin du colonialisme français. Les Touareg et d'autres groupes minoritaires n'étaient pas intégrés dans le nouveau gouvernement du Mali, et lorsque le gouvernement a commencé à promouvoir une loi de réforme agraire qui pourrait menacer les terres traditionnelles des tribus touareg, ils ont protesté. Ceci ajouté au mécontentement suscité par le nouveau gouvernement a conduit certains Touaregs du nord du Mali à se rebeller en 1963. La révolte concernait essentiellement la tribu des Ifoghas.

## Déroulement
Les premières attaques des Touaregs ont commencé dans le nord du Mali au début de 1963 avec de petits raids « hit and run » contre des cibles gouvernementales. Les attaques se sont intensifiées en taille et en destructivité jusqu'en 1963, entraînant des conditions très instables dans le nord peuplé de Touaregs.  Les attaques des Touaregs ne reflétaient pas un leadership unifié, une stratégie bien coordonnée ou des preuves claires d'une vision stratégique cohérente. Les insurgés dépendaient généralement de leurs chameaux pour le transport et étaient équipés principalement d'armes légères peu sophistiquées et plutôt anciennes, contrairement aux troupes maliennes qui possédaient des armes soviétiques, et le soutien de l'Algérie et du Maroc. Les Touaregs ont également échoué à mobiliser la communauté touareg dans son ensemble. Alors que les estimations de leur nombre sont hautement spéculatives, il est peu probable que les combattants rebelles n'aient jamais compté plus d'environ 1 500 hommes.

## Conséquences
Le gouvernement a réagi rapidement et durement. L'armée malienne, bien motivée et maintenant bien équipée avec de nouvelles armes soviétiques, a mené de vigoureuses opérations de contre-insurrection. À la fin de 1964, les méthodes brutales du gouvernement avaient écrasé la rébellion. Cela a placé les régions nordiques peuplées de Touaregs sous une administration militaire répressive. Beaucoup de Touaregs du Mali ont fui en tant que réfugiés dans les pays voisins. Alors que le gouvernement avait réussi à mettre fin à la rébellion, ses mesures coercitives ont aliéné de nombreux Touaregs qui n'avaient pas soutenu les insurgés. Les atrocités et les violations des droits de l'homme des deux côtés ont contribué à créer un climat de peur et de méfiance dans le nord. Et alors que le gouvernement a annoncé par la suite un certain nombre de programmes visant à améliorer l'infrastructure locale et les opportunités économiques, il manquait de ressources pour assurer le suivi de la plupart d'entre eux. En conséquence, les griefs touaregs sont restés en grande partie déconsidérés, et un ressentiment bouillonnant a continué dans de nombreuses communautés touareg après 1964. Clairement, le problème de l'instabilité dans le nord du Mali avait simplement été reporté, pas résolu.